# CROSS BREAKIN'OUT
『CROSS BREAKIN'OUT』（クロス・ブレーキン・アウト）は、2006年4月3日から2007年3月30日までエフエム九州 (CROSS FM) で放送されていた音楽番組である。
さまざまなテーマを日替わりで掲げ、そのテーマに沿って選曲していた番組。「純粋な MUSIC PROGRAM」「MORE MUSIC, LESS TALK」をキャッチコピーに掲げていた。CROSS FMの北九州本社スタジオからの生放送。ナビゲーターは鶴田弥生。

## 放送時間
いずれも日本標準時。2部構成の番組で、午前と午後それぞれに30分ずつの枠を設けていた。
- 月曜 - 金曜 10:00 - 10:30「MORNING EDITION」
- 月曜 - 木曜 15:30 - 16:00「AFTERNOON EDITION」 - 2006年12月までは金曜にも午後の放送があったが、2007年1月5日に『山中つよしのビューティ・ラウンジ』がスタートしたことから、以後は午後のみが週4日間の放送となった。なおこの番組には、本番組ナビゲーターの鶴田も出演していた。